# حفل توزيع جوائز الأوسكار الثاني والتسعون
حفل توزيع جوائز الأوسكار الثاني والتسعين (بالإنجليزية: 92nd Academy Awards) هو الحفل الثاني والتسعين لجوائز الأوسكار نظّمته أكاديمية فنون وعلوم الصور المتحركة لِتَكريم أفضل الأفلام المعروضة في 2019. أقيم الحفل في 9 فبراير 2020 في مسرح دولبي في هوليوود بمدينة لوس أنجلوس، كاليفورنيا. وبثّ على قناة هيئة الإذاعة الأمريكية (ABC) في الولايات المتحدة ودبي وان (Dubai One) وشبكة أوربت شوتايم (OSN) وإم بي سي 2 (MBC2) في الشرق الأوسط وشمال أفريقيا.

## الجوائز والترشيحات
تم الإعلان عن المرشحين لجوائز الأوسكار رقم 92 في 13 يناير 2019، الساعة 5:18 صباحًا بتوقيت المحيط الهادي (13:18 بالتوقيت العالمي المنسق).
يتم سرد الفائزين أولاً، مع تمييزهم بالخط العريض
| أفضل فيلم | أفضل مخرج |
| --- | --- |
| - طفيلي - Parasite - فورد ضد فيراري - Ford v Ferrari - الأيرلندي - The Irishman - جوجو رابت - Jojo Rabbit - جوكر - Joker - نساء صغيرات - Little Women - قصة زواج - Marriage Story - 1917 - 1917 - حدث ذات مرة في هوليوود - Once Upon a Time in Hollywood       | - بونغ جون هو – طفيلي - مارتن سكورسيزي – الأيرلندي - تود فيليبس – جوكر - سام ميندز – 1917 - كوينتن تارانتينو – حدث ذات مرة في هوليوود |
| أفضل ممثل | أفضل ممثلة |
| - خواكين فينيكس – جوكر بدور آرثر فليك/جوكر - أنتونيو بانديراس – ألم ومجد بدور سالفادور مالو - ليوناردو دي كابريو – حدث ذات مرة في هوليوود بدور ريك دالتون - آدم درايفر – قصة زواج بدور تشارلي باربر - جوناثان برايس – البابين بدور البابا فرنسيس               | - رينيه زيلويغر – جودي بدور جودي غارلند - سينثيا إيريفو – هاريت as هاريت توبمان - سكارليت جوهانسون – قصة زواج بدور نيكول باربر - سيرشا رونان – نساء صغيرات بدور جوزفين "جو" مارش - تشارليز ثيرون – مفاجأة مذهلة بدور ميغين كيلي |
| أفضل ممثل مساعد | أفضل ممثلة مساعدة |
| - براد بيت – حدث ذات مرة في هوليوود بدور كليف بوث - توم هانكس – يوم جميل في الحي بدور فريد روجرز - أنتوني هوبكنز – البابين بدور بندكت السادس عشر - آل باتشينو – الأيرلندي (فيلم) بدور جيمي هوفا - جو بيشي – الأيرلندي (فيلم) بدور راسل بفالينو                 | - لورا ديرن – قصة زواج بدور نورا فانشو - كاثي بيتس – ريتشارد جيويل as ريتشارد جيويل - سكارليت جوهانسون – جوجو رابت بدور روزي بتزلير - فلورنسا بف – نساء صغيرات بدور نساء صغيرات - مارجو روبي – مفاجأة مذهلة بدور كايلا بوسبيسيل |
| أفضل سيناريو أصلي | أفضل سيناريو مقتبس |
| - طفيلي (فيلم) – بونغ جون هو وهان جين وون - أخرجوا السكاكين (Knives Out – راين جونسون - قصة زواج – نواه باومباخ - 1917 – سام ميندز وكريستي ويلسون كيرنز - حدث ذات مرة في هوليوود – كوينتن تارانتينو                                                            | - جوجو رابت – تايكا وايتيتي مأخوذ عن كيجينغ سكايز من تأليف كريستين ليونين - الأيرلندي (فيلم) – ستيفن زايليان مأخوذ عن سمعت أنك تطلي المنازل من تأليف تشارلز برنت - جوكر (فيلم 2019) – تود فيليبس وسكوت سيلفر مأخوذ عن الشخصيات من تأليف بيل فينغر وبوب كين وجيري روبنسون - نساء صغيرات – جريتا جيروج مأخوذ عن نساء صغيرات من تأليف لويزا ماي ألكوت - البابين – أنتوني ماكارتن مأخوذ عن مسرحية The Pope |
| أفضل فيلم رسوم متحركة | أفضل فيلم بلغة أجنبية |
| - حكاية لعبة 4 - كيف تروض تنينك: العالم الخفي - فقدت جسمي (I Lost My Body) - كلاوس (فيلم) – - الوصلة المفقودة (Missing Link) | - Parasite (كوريا الجنوبية) - Corpus Christi (بولندا) - Honeyland (تركيا) - Les Misérables (فرنسا) - Pain and Glory (إسبانيا) |
| أفضل فيلم وثائقي | أفضل فيلم وثائقي قصير |
| - American Factory - The Cave - The Edge of Democracy - For Sama - Honeyland | - Learning to Skateboard in a Warzone (If You're a Girl) - In the Absence - Life Overtakes Me - St. Louis Superman - Walk Run Cha-Cha |
| أفضل فيلم حي قصير | أفضل فيلم رسوم متحركة قصير |
| - The Neighbors' Window - Brotherhood - Nefta Football Club - Saria - A Sister | - Hair Love - Dcera (Daughter) - Kitbull - Mémorable - Sister |
| أفضل موسيقى تصويرية | أفضل أغنية أصلية |
| - جوكر – Hildur Guðnadóttir - نساء صغيرات – ألكسندر ديسبلا - قصة زواج – راندي نيومان - 1917 – توماس نيومان - حرب النجوم: الحلقة التاسعة – جون ويليامز | - "(I'm Gonna) Love Me Again" من Rocketman - "I Can't Let You Throw Yourself Away" من Toy Story 4 - "I'm Standing with You" من Breakthrough - "Into the Unknown" من Frozen II - "Stand Up" من Harriet |
| أفضل مونتاج صوتي | أفضل خلط أصوات |
| - فورد ضد فيراي – دونالد سيلفستر - جوكر – ألان روبرت موراي - 1917 – أوليفر تارني ورايتشيل تيت - حدث ذات مرة في هوليوود – ويلي ستاتمان - حرب النجوم: الحلقة التاسعة – ماثيو وود وديفيد أكورد                                                                    | - 1917 – مارك تايلور وستيوارت ويلسون - أد أسترا - غاري ريدستروم وتوم جونسون ومارك أولانو - فورد ضد فيراي – بول ماسي وديفيد جياماركو وستيفن مورو - جوكر – توم أوزانك ودين زوبانسيك وتود مايتلاند - حدث ذات مرة في هوليوود – مايكل مينكلر وكريستيان ب. مينكلر ومارك أولانو |
| أفضل تصميم إنتاج | أفضل تصوير سينمائي |
| - حدث ذات مرة في هوليوود - الأيرلندي - جوجو رابت - 1917 - طفيلي | - 1917 – روجر ديكنز - الأيرلندي – رودريجو برييتو - جوكر – لورنس شير - المنارة – جارين بلاشكا - حدث ذات مرة في هوليوود – روبرت ريتشاردسون |
| أفضل مكياج وتصفيف شعر | أفضل تصميم أزياء |
| - Bombshell – Kazu Hiro, Anne Morgan, and Vivian Baker - Joker – Nicki Ledermann and Kay Georgiou - Judy – Jeremy Woodhead - Maleficent: Mistress of Evil – Paul Gooch, Arjen Tuiten, and David White - 1917 – Naomi Donne, Tristan Versluis, and Rebecca Cole | - Little Women – Jacqueline Durran - The Irishman – Sandy Powell and Christopher Peterson - Jojo Rabbit – Mayes C. Rubeo - Joker – Mark Bridges - Once Upon a Time in Hollywood – Arianne Phillips |
| أفضل مونتاج | أفضل تأثيرات بصرية |
| - فورد ضد فيراي – أندرو بوكلاند ومايكل مكوسكر - الأيرلندي – ثيلما سكونميكر - جوجر رابت – توم إيغلز - جوكر – جيف غروث - طفيلي – يانغ جين مو | - 1917 - المنتقمون: نهاية اللعبة - الأيرلندي - الأسد الملك - حرب النجوم: الحلقة التاسعة |

## مواعيد الحفل
تم التصويت النهائي يوم الأربعاء 27 يناير 2020 , وانتهى يوم الثلاثاء 4 فبراير 2020 .
اقيم الحفل يوم الاحد 9 فبراير 2020 الساعة 5 بتوقيت الولايات المتحدة الأمريكية «الساعة 4 فجراً بتوقيت السعودية»

## الأفلام التي تحصلت على أكثر عدد من الترشيحات
| عدد الترشيحات | اسم الفيلم                 |
| ------------- | -------------------------- |
| 11            | جوكر                       |
| 10            | الأيرلندي                  |
| 10            | 1917                       |
| 10            | حدث ذات مرة في هوليوود     |
| 6             | جوجو رابت                  |
| 6             | نساء صغيرات (فيلم 2019)    |
| 6             | قصة زواج                   |
| 6             | طفيلي                      |
| 4             | فورد ضد فيراري             |
| 3             | مفاجأة مذهلة               |
| 3             | حرب النجوم: الحلقة التاسعة |
| 3             | البابوات                   |
| 2             | هارييت                     |
| 2             | أرض العسل                  |
| 2             | جودي                       |
| 2             | ألم ومجد                   |
| 2             | حكاية لعبة 4               |

## روابط خارجية
- حفل توزيع جوائز الأوسكار الثاني والتسعون على موقع IMDb (الإنجليزية)
- حفل توزيع جوائز الأوسكار الثاني والتسعون على موقع ميوزك برينز (الإنجليزية)